# 한충 (여말선초)
한충(韓忠)은 고려 말, 조선 초의 인물이다. 이천(伊川) 사람이다. 농업에 종사하다가 김인찬과 함께 이성계를 만나 따르게 되었다. 1392년 9월 27일에 조견·한상경 등과 함께 개국 3등공신에 추록(追錄)되었다. 아들은 한을생(韓乙生)이 있다.